# جان كريستوف كولين
جان كريستوف كولين (بالفرنسية: Jean Christophe Collin)‏ هو عسكري فرنسي، ولد في 18 يناير 1754 في باريس في فرنسا، وتوفي في 1806 في زوندرسهاوزن في ألمانيا.